# Miletus vespasianus
Miletus vespasianus är en fjärilsart som beskrevs av Hans Fruhstorfer 1913. Miletus vespasianus ingår i släktet Miletus och familjen juvelvingar. Inga underarter finns listade i Catalogue of Life.